# Myrmecium vertebratum
Myrmecium vertebratum là một loài nhện trong họ Corinnidae.
Loài này thuộc chi Myrmecium. Myrmecium vertebratum được Charles Athanase Walckenaer miêu tả năm 1837.